# Величко, Владимир Макарович
Влади́мир Мака́рович Вели́чко (род. 23 апреля 1937) — советский государственный деятель, организатор экономики, промышленности и производства. Первый заместитель Премьер-министра СССР в 1991. Министр энергетического машиностроения СССР в 1983–1987, министр тяжёлого, энергетического и транспортного машиностроения СССР в 1987–1989, министр тяжёлого машиностроения СССР в 1989–1991.

Член ЦК КПСС (1986–1990). Депутат Совета Союза Верховного Совета СССР 11 созыва (1984–1989) от Ростовской области. Дважды лауреат Государственной премии СССР (1976, 1978).

## Биография

### Происхождение
Родился 23 апреля 1937 года в селе Можайское Левороссошанского (ныне Каширского) района Воронежской области в крестьянской семье, русский. Его отец, Макар Петрович Величко (1913–1980), работал в совхозе шофёром, трактористом и комбайнером. Мать, Мария Ивановна Величко (девичья фамилия Котлярова; 1919–1978), окончила педагогическое училище и преподавала в начальной школе. Во время школьных каникул, работая подручной у отца на комбайне, помогала в уборке урожая.
Предки по отцовской линии происходили из Величковых, государственных крестьян Богучарского уезда Воронежской губернии. Дед, Пётр Трофимович (1887–1969), служил в лейб-гвардии: вначале в Егерском, затем в Преображенском полку. Был записан в армию с фамилией «Величко». Участник Первой мировой войны, Георгиевский кавалер. После установления Советской власти своим трудом создал крепкое крестьянское хозяйство – вплоть до того, что хотел покупать трактор в личное пользование. В ходе коллективизации добровольно отказался от «лишнего» имущества в пользу совхоза и таким образом избежал раскулачивания. Бабушка, Елена Семёновна Величко (урождённая Борщёва; 1888–1976), крестьянка.
Дед по материнской линии, Иван Корнеевич Котляров (1898–1965), также был участником Первой мировой войны. Во время Гражданской войны – в Красной Армии с мая 1919 года, воевал на Южном фронте в составе 40-й Богучарской стрелковой дивизии. Службу окончил в июне 1923 года. Его направляли учиться в военную академию, но он, по совету жены, предпочёл вернуться к сельскому труду. На фронт Великой Отечественной войны отправился в марте 1942 года рядовым красноармейцем. Сапёр 179-го инженерного сапёрного батальона. Девять раз был ранен, в том числе дважды – тяжело. Награждён орденом Красной Звезды. В мирное время работал секретарём сельского совета, затем плотником. Бабушка, Мария Андреевна Котлярова (урождённая Манжурина; 1899–1997), крестьянка.
Деды у меня были — в формулировках того времени — классовые антиподы. Один в Гражданскую войну бок о бок с будённовским конным корпусом громил белогвардейцев Деникина, а второй служил, как он мне сам говорил, в Его Императорского Величества лейб-гвардии. Друг друга они не жаловали. Но, как я теперь понимаю, была одна очень важная сторона натуры, которая их объединяла, — готовность к служению. Не только своей семье, родным, близким, но и Отечеству. Без позы, а по естеству души.В. М. Величко, 

### Детство
Детство В. М. Величко прошло в Воронежской области. В начале Великой Отечественной войны мать увезла двоих сыновей к своим родителям в село Ильинка под Калачом. Там Володя учился в начальной школе, которой заведовал участник войны, Герой Советского Союза А. А. Царегородский. Затем семья перебралась на новое место работы отца – в совхоз «Опытное поле», размещавшийся в семи километрах от села Алешки Терновского района. Володя учился в 4-м классе Алешковской школы, в которую приходилось ходить пешком. Через год семья переехала к деду по отцовской линии – в совхоз «Большевик», который располагался на территории нынешнего посёлка Ясенки, у юго-западной оконечности города Бобров. В Бобровской средней школе Владимир окончил 5-й и 6-й классы, здесь же его приняли в комсомол.
Войну мы пережили у бабушки [маминой мамы]. Все время нас бомбили, потому что находились в прифронтовой полосе. Летом [1943 года], когда наши солдаты уходили, они оставляли после себя немало интересного, прежде всего оружие. У меня, пацана-дошкольника, образовался целый склад из пулеметов, ракетниц, автоматов, огромных, выше меня ростом, снарядов. На берегу речки я сделал себе уютное прикрытие, где любил возиться с оружием. Научился разбирать и собирать любой пистолет, гранату, у „лимонки“ мог выдернуть чеку, а потом загнать ее обратно. В дальнейшем [при выборе вуза] это пригодилось.
Мать была женщиной энергичной, дальновидной. Когда я окончил шестой класс, она решилась на отважный поступок. Отец считал, что я должен идти по его стопам, стать трактористом, а мать понимала, что детям надо давать „настоящее“ образование. Там, где мы жили, горизонты учебы не просматривались. Надо было действовать. И мы вдвоем с ней поехали в Москву. Мой брат Толя и сестра Валя остались с отцом. За полторы недели не удалось найти работу. Тогда мать вспомнила о своей подруге, она жила под Ленинградом. Поселок находился на 16-м километре от Московского вокзала, в Колпинском районе. Сейчас это территория Ленинграда.
Стоял август, надо было думать об учёбе. Я сел на паровик и отправился в Колпино, за девять километров от нас, еще дальше от Ленинграда. Меня там приняли в школу № 402. Добротная, трехэтажная, рядом с Ижорским заводом, школа действует и сейчас.

Больше всего времени я проводил с Левой Болгаровым. В дальнейшем Лев Николаевич стал серьёзным ученым, лауреатом Государственной премии СССР, занимался ядерной энергетикой. По вечерам мы заходили к нему домой и занимались математикой. Так увлеклись ею, что участвовали в олимпиадах школьников в Ленинграде и года три подряд занимали там первые места.В. М. Величко, "МСЭ"
Одновременно занимался шахматами: в школьные годы играл в турнирах и стал перворазрядником.

### Этапы профессиональной деятельности
В 1954 году окончил среднюю школу № 402 в г. Колпино и сдал экзамены в Высшее военно-морское инженерное училище имени Ф. Э. Дзержинского. Был зачислен в ВВМИУ условно из-за обнаруженного дефекта зрения (в дальнейшем диагноз не подтвердился). Ввиду неопределённости ситуации с зачислением решил отработать год на производстве и в дальнейшем поступать в другой вуз. В сентябре 1954 – мае 1955 работал токарем на Ленинградском заводе «Большевик». В сентябре 1955 – феврале 1962 учился в  Ленинградском механическом институте (в 1956 – в академическом отпуске по состоянию здоровья). Начиная с третьего курса, получал повышенную стипендию; был старостой учебной группы. Окончил институт с квалификацией «инженер-механик» по специальности «Артиллерийское, автоматическое, ракетное и ствольное оружие».
Мне очень повезло с учителями на производстве. Среди них были инженеры и рабочие довоенной формации, которые, в свою очередь, учились на „Большевике“ у специалистов дореволюционной, обуховской школы. Запас технических знаний и навыков у моих старших товарищей был колоссальным. Плюс традиционная российская закваска умельцев, способных найти неожиданный ход и решить любой, самый сложный вопрос по конструкции и технологии. — Всё это позволяло заводу, как и в прежние времена, „делать пушки лучше, чем у Круппа“. Молодым инженерам, и мне в том числе, оставалось только впитывать этот уникальный опыт и стараться внести свою посильную лепту в общие достижения коллектива.В. М. Величко, "МСЭ"
В октябре 1960 – феврале 1962 одновременно с учёбой работал в ОКБ завода «Большевик», техник-конструктор; с марта 1962 – помощник мастера механосборочного цеха, с января 1963 – мастер механосборочного цеха.
Высокий красивый парень, очень толковый, как-то не по возрасту серьёзно входящий в каждое порученное дело, он был назначен … в цех помощником мастера по его просьбе… [После ответственной командировки молодого специалиста в Москву на испытания изделия] я попросил Халипа [начальника цеха № 3] отпустить Величко ко мне [в цех № 51], но Тимофей Михайлович увидел ценность этого молодого парня и назначил его начальником техбюро… Началась заметная в обществе часть жизни Макарыча. Он быстро сблизился со специалистами главного конструктора и главного технолога. Везде отмечали его самостоятельность в оценках и решениях, в цехе старшие мастера приняли его в свой круг как-то неожиданно легко.В. Ф. Юровский, бывший начальник
планово-диспетчерского отдела завода «Большевик», 
С апреля 1963 – начальник технического бюро механосборочного цеха № 3, с марта 1964 – заместитель начальника механосборочного цеха по подготовке производства.
{{цитата
|текст=Величко взялся за эту работу [заместителя начальника цеха] так же решительно, свободно и энергично, как и за все предыдущие, легко вошёл в „руководство цехов“… Несомненно, его отличали отличное знание выпускаемых машин, смелость в решениях, широкий взгляд на возникающие технические проблемы. Кстати, решительность его проявилась и в наиболее тонкой области — в области кадров. Он … выдвигал людей на неожиданные должности, ошибки в этом были весьма редки…»
|автор=В. Ф. Юровский
|источник=
С мая 1966 – заместитель начальника механосборочного цеха по производству. В 1964–1967 без отрыва от производства учился в Ленинградском инженерно-экономическом институте, получил квалификацию «инженер-экономист». С июля 1967 – заместитель директора завода по производству. С 19 августа 1971 – директор Ленинградского государственного завода «Большевик».
С 6 июня 1975 первый заместитель Министра энергетического машиностроения СССР; с 9 декабря 1983 – министр энергетического машиностроения СССР. С 20 июля 1987 – министр тяжёлого, энергетического и транспортного машиностроения СССР. с 27 июня 1989 – министр тяжёлого машиностроения СССР. С 15 января по 28 августа 1991 – первый заместитель Премьер-министра СССР (и. о. до 26 ноября 1991)
С ноября 1991 – председатель правления концерна «Тяжэнергомаш», с декабря 1992 – председатель правления АО «ТЭНМА», с сентября 1996 по август 2016 – президент ФПГ «Тяжелое энергетическое машиностроение».
С апреля 2014 член консультативного совета Министерства промышленности и торговли РФ;
Поскольку В. М. Величко, работая в правительстве СССР, на постоянной основе решал вопросы проектирования и изготовления военных систем и техники, эти годы были засчитаны Министерством обороны в стаж действительной военной службы, имеет звание  вице-адмирала.

## Итоги деятельности

### На Ленинградском государственном заводе «Большевик»
При непосредственном участии В. М. Величко и под его руководством проводились: разработка и организация серийного производства стартовых установок, транспортно-пусковых контейнеров, заряжающих машин и другого оборудования, его монтаж на объектах системы ПРО А-35 («Московское кольцо»); серийное изготовление наземного оборудования системы ПВО С-75; разработка и создание пусковых установок и системы наземного оборудования комплексов ПВО С-200 и С-300; разработка и организация серийного производства оборудования стартовых комплексов межконтинентальных баллистических ракет. Разработаны и изготовлены пусковые ракетные установки для крупных кораблей ВМФ; изготовлены новые шахты и пусковые установки для подводных лодок.
По итогам выполнения государственного плана в VIII и IX пятилетках, когда В. М. Величко работал на Ленинградском заводе «Большевик» заместителем директора по производству и директором завода, предприятие было награждено орденами Октябрьской Революции (1971) и Трудового Красного Знамени (1976).

### В правительстве СССР
При ведущей роли возглавляемых В. М. Величко министерств, обеспечивших поставку, шеф-монтаж и своевременный ввод в эксплуатацию многих видов оборудования, соответствующего мировому уровню, — реакторов, парогенераторов, турбин и др. — была реализована стратегическая государственная программа по развитию атомной энергетики. Построен крупнейший в СССР Волгодонский завод атомного энергетического машиностроения «Атоммаш».
Благодаря этому в СССР за время работы В. М. Величко в правительстве были введены в эксплуатацию энергетические мощности:
- Армянская АЭС (два реактора ВВЭР-440. Первый энергоблок введён в эксплуатацию в 1976, второй — в 1980).
- Балаковская АЭС (четыре реактора ВВЭР-1000/320. Первый энергоблок введён в эксплуатацию в 1986, второй — в 1988, третий — в 1989. Строительство четвёртого блока было начато в 1984, он был запущен в 1993 и стал первым введённым в эксплуатацию в России после распада СССР).
- Белоярская АЭС (энергоблок № 3 с реактором на быстрых нейтронах БН-600 был включён в энергосистему в 1980).
- Запорожская АЭС (шесть реакторов ВВЭР-1000/320. Первый энергоблок введён в эксплуатацию в 1985, со второго по пятый — в 1986, 1987, 1988 и 1989. Строительство шестого блока было начато в 1986, он был введён в эксплуатацию в 1996. Запорожская АЭС стала крупнейшей в Европе и третьей по мощности в мире атомной электростанцией).
- Игналинская АЭС (два реактора РБМК увеличенной мощности. Первый энергоблок введён в эксплуатацию в 1984, второй — в 1987).
- Калининская АЭС (реакторы ВВЭР-1000. Первый энергоблок введён в эксплуатацию в 1985, второй — в 1987. Строительство третьего блока было начато в 1985, он был введён в эксплуатацию в 2004).
- Кольская АЭС (реакторы ВВЭР-440. Третий энергоблок введён в эксплуатацию в 1982, четвёртый — в 1984. Кольская АЭС построена по одному проекту с финской АЭС «Ловииса», которая является самой экологически чистой в Европе).
- Курская АЭС (реакторы РБМК-1000. Первый энергоблок введён в эксплуатацию в 1977, последующие — в 1979, 1984 и 1986).
- Ленинградская АЭС (реакторы РБМК-1000. Второй энергоблок введён в эксплуатацию в 1976, последующие — в 1980 и 1981).

- Нововоронежская АЭС (реактор 5-го энергоблока — ВВЭР-1000, введён в эксплуатацию в 1980).
- Ровенская АЭС (два первых энергоблока с реакторами ВВЭР-440 введены в эксплуатацию в 1981 и 1982, а 3-й энергоблок с реактором ВВЭР-1000/320 — в 1987. РАЭС стала первой атомной электростанцией в СССР, которая прошла проверку МАГАТЭ в начале 1989. Строительство 4-го энергоблока [ВВЭР-1000/320] началось в 1986, введён в эксплуатацию в 2006).
- Ростовская АЭС (реакторы ВВЭР-1000/320. Начало строительства первого энергоблока — 1981, второго — 1983. В 1988 на первый энергоблок был доставлен корпус ядерного реактора. На момент остановки строительства в 1990 готовность энергоблока № 1 составляла 95-98 % [введён в эксплуатацию в 2001], энергоблока № 2 — 30 % [введён в 2010]. В 2005, 2008, 2010, 2014 и 2017 Ростовская АЭС была признана лучшей среди АЭС России по культуре безопасности).
- Смоленская АЭС (три энергоблока с реакторами РБМК-1000. Введены в эксплуатацию в 1983, 1985 и 1990).
- Хмельницкая АЭС (реакторы ВВЭР-1000/320. Первый энергоблок введён в эксплуатацию в 1988. Строительство второго блока было начато в 1985, введён в эксплуатацию в 2005).
- Чернобыльская АЭС (реакторы РБМК-1000. Первый энергоблок введён в эксплуатацию в 1978, последующие — в 1979, 1980 и 1984).
- Южно-Украинская АЭС (три реактора ВВЭР-1000. Первый энергоблок введён в эксплуатацию в 1983, последующие — в 1985 и 1989. На втором энергоблоке установлен реактор, ставший в 1981 первым произведённым на Волгодонском заводе «Атоммаш»).

За рубежом введены в строй ныне действующие АЭС: Козлодуй (Болгария), Пакш (Венгрия), Богунице и Моховце (обе — ЧССР, ныне — Словакия), Ловииса (Финляндия), Дукованы и Темелин (обе — ЧССР, ныне — Чехия), а также ныне закрытая АЭС Грайфсвальд (ГДР). Недостроенные зарубежные АЭС: Штендаль (ГДР), Хурагуа (Куба) и Жарновец (ПНР).
Возглавляемыми В. М. Величко министерствами проведена реконструкция уникальных заводов: Ленинградского металлического (в том числе были построены новые корпуса для выпуска газовых энергетических машин мощностью более 100 МВт), Ижорского (на котором построен единственный в стране прокатный стан «5000», 1985), «Русский дизель» (во Всеволожском районе построен Ленинградский дизельный завод) и др.
В. М. Величко руководил:
- обеспечением широким спектром оборудования государственной программы строительства тепловых электростанций и магистральных газопроводов;
- выполнением государственной программы по созданию унифицированных командных пунктов;
- впервые в отечественной промышленности — организацией производства и серийным выпуском антенн наведения и управления космическими полётами с диаметром зеркала от 16 до 70 метров и высокоточным наведением по азимуту и углу места;
- изготовлением комплекса наземного оборудования старта для космического корабля «Буран»;
- разработкой и изготовлением ракетных пусковых установок для крупных кораблей ВМФ, изготовлением шахт и пусковых установок для подводных лодок.

В середине и в конце 1980-х годов, в условиях назревающего разрушения советской экономики, в ряде отраслей промышленности СССР наблюдался острый кризис управления. В то же время руководимые В. М. Величко министерства стабильно выполняли государственный план по количественным и качественным показателям. Принимая это во внимание, руководство Совета Министров СССР дважды осуществляло реорганизацию этих министерств путём присоединения к ним других, считавшихся проблемными: 20 июля 1987 года Министерство энергетического машиностроения СССР было объединено с Министерством тяжёлого и транспортного машиностроения СССР в одно — Министерство тяжёлого, энергетического и транспортного машиностроения СССР, министром был назначен В. М. Величко. 27 июня 1989 года Министерство тяжёлого, энергетического и транспортного машиностроения СССР было объединено с Министерством химического и нефтяного машиностроения СССР, Министерством строительного, дорожного и коммунального машиностроения СССР и группой предприятий Министерства лёгкой промышленности СССР в единое Министерство тяжёлого машиностроения СССР вновь под руководством В. М. Величко.
Кроме того, В. М. Величко на протяжении 11 лет (1975–1986) был заместителем академика А. П. Александрова – Президента АН СССР, председателя Междуведомственного технического совета по атомным электростанциям (МВТС). В начале 1980-х годов в состав этого авторитетного органа входили пять министров и председателей Государственных комитетов СССР, десять академиков и членов-корреспондентов АН СССР, девятнадцать руководителей научно-исследовательских, конструкторских и проектных организаций. Задача Совета заключалась в определении перспектив основных технических направлений развития атомной энергетики и направлений научно-исследовательских и опытно-конструкторских работ по дальнейшему совершенствованию АЭС, в выработке предложений по повышению их экономической эффективности, рекомендаций по вопросам безопасности в атомной энергетике. Решения Совета были обязательными для всех министерств и ведомств, участвующих в создании атомных электростанций.

## Учителя в профессии
Своими главными учителями в овладении технологией и конструкцией сложных изделий, в практике управления крупными предприятиями и отраслями производства, во взаимодействии с научными коллективами В. М. Величко считает:
- заведующего кафедрой «Технология машиностроения» Ленинградского механического института (ныне — кафедра «Технология и производство артиллерийского вооружения» БГТУ «Военмех») Моисея Абрамовича (Абелевича) Минкова, ведущего в стране специалиста в области обработки глубоких отверстий при производстве артиллерийских орудий. М. А. Минков ряд лет совмещал работу на кафедре с должностью главного технолога завода «Большевик»;
- конструктора артиллерийских и пусковых установок для ВМФ и ПВО, пунктов управления РВСН Теодора Доминиковича Вылкоста, многолетнего главного конструктора завода «Большевик», доктора технических наук, лауреата Сталинской премии 1-й степени и Государственной премии СССР;
- своего первого министра — одного из главных руководителей достижения паритета между СССР и США в области ракетно-ядерных вооружений, Министра общего машиностроения СССР Сергея Александровича Афанасьева;
- бывшего директора Ленинградского завода «Большевик» и наркома вооружения СССР времён Великой Отечественной войны, Министра обороны СССР и члена Политбюро ЦК КПСС, Маршала Советского Союза Дмитрия Фёдоровича Устинова;
- учёного-физика, одного из основателей советской атомной энергетики, академика и Президента Академии наук СССР Анатолия Петровича Александрова.[2][3]

## О времени и о себе
"Однажды позвонил секретарь ЦК КПСС Д. Ф. Устинов, он отвечал тогда за оборонный комплекс. На нашем заводе он был живой легендой: когда-то здесь директорствовал. Спустя десятилетия я унаследовал не только его должность, но даже мебель в кабинете, к которой мы относились как к музейной ценности. И он ставит задачу: начать выпуск минометов «Василек». Продиктовал сколько, к какому сроку, добавив со знакомой интонацией, которая свидетельствовала, что личные отношения для него могут ничего не значить: «Не сделаешь — ответишь в государственном и партийном порядке».
А наше предприятие входило в систему общего машиностроения. И после разговора с Устиновым мне звонит министр Афанасьев, он тогда с головой ушел в изготовление ракет: «„Если сделаешь хоть один миномет, я тебя лично сдам прокурору. Мы, ракетчики, должны делать ракеты, а минометы — не наше дело“.
…Решил, что надо держаться своего министра. В конце концов я работал по плану, а это что — личная причуда? Но опять звонок от Дмитрия Федоровича, голос его тише и перспектива передо мной многообещающая: „По-моему, ты что-то недооцениваешь. Мы в полках уже создали минометные подразделения!“ И повесил трубку. Но я для себя решил окончательно: минометы делать не буду! Подходит декабрь. Вдруг звонит Афанасьев: „Если до конца года не сделаешь минометы, я тебя своими руками сдам прокурору!“.

В таких нервозных, если не сказать нелепых, условиях приходилось иногда работать. Пошел в обком, договорился, что нам с разных заводов подбросят 500 станочников, организовал героический штурм на „Большевике“. И мы сделали минометы».— В. М. Величко.

«Настоящий руководитель обязан хорошо знать предмет деятельности. Он должен иметь характер. Начатое дело доводить до конца. Необходимо точно понимать, что ты требуешь от людей — могут они это сделать или нет».— В. М. Величко.

## Общественная и политическая работа. Журналистика
Член КПСС с 1962 года. Член бюро Ленинградского горкома КПСС. Член ЦК КПСС (1986—1990).
Депутат Совета Союза Верховного Совета СССР 11 созыва (1984—1989). Один из основоположников Инженерной академии СССР.
В целом ряде случаев выступал в печати зарубежных стран с тематическими статьями и обзорами. Все эти материалы писал лично. Таким образом вышли его статьи в Италии, Финляндии, Франции, ФРГ и других зарубежных государствах. На протяжении многих лет является членом Международной федерации журналистов (IFJ).

## Награды
- орден «За заслуги перед Отечеством» IV степени (1996);
- орден Александра Невского (2021);
- три ордена Ленина (1982, 1987, 1991);
- орден Октябрьской Революции (1974);
- орден Трудового Красного Знамени (1971);
- Государственные премии СССР (дважды: 1976, 1978);
- Почётный знак Правительства Воронежской области «Благодарность от земли Воронежской» (2017);[10]
- орден Дружбы (ЧССР, 1984);
- действительный член Российской инженерной академии;
- почётный доктор БГТУ «Военмех» им. Д. Ф. Устинова (2009).[11]

## Личная жизнь
Жена: Элеонора Дмитриевна Величко (урождённая Бестужева; род. в 1938), учитель русского языка и литературы. Окончила Ленинградский государственный педагогический институт имени А. И. Герцена (1960). Педагогический стаж — 35 лет. Отличник народного просвещения РСФСР.
Дочь: Елена Владимировна Величко (род. в 1962), инженер. Окончила Московский энергетический институт. Кандидат технических наук, защитила диссертацию по специальности «турбомашины и комбинированные турбоустановки» (1991).
Зять: Сергей Васильевич Шамшин (род. в 1963), инженер. Окончил Московский электротехнический институт связи. Кандидат технических наук (1989).
Внук: Владимир Сергеевич Шамшин (род. в 1985), инженер, специалист в области телекоммуникаций. Окончил Московский технический университет связи и информатики.
В молодости В. М. Величко всерьёз увлекался шахматами, играл в волейбол. В числе других увлечений — театр и балет (в студенческие годы всерьёз интересовался балетной критикой), литература.